# Opus Dei
«Опус Деи» (лат. Opus Dei — Дело Божие), также Прелатура Святого Креста и Дела Божия (лат. Praelatura Sanctae Crucis et Operis Dei) — Персональная прелатура Католической Церкви.
Организация основана в Мадриде 2 октября 1928 года католическим священником святым Хосемарией Эскривой де Балагером: «Во время духовных упражнений (…) он увидел с полной ясностью миссию, которую предопределил для него Бог: открыть в этом мире путь освящения профессиональной работы и повседневных занятий». 14 февраля 1930 г. началась апостольская работа с женщинами, а 14 февраля 1943 г. святой Хосемария создаёт для священников Священническое общество св. Креста».
Цель «Опус Деи» — помогать верующим обрести святость в повседневной жизни, занимаясь обычными земными делами, в частности — профессиональной деятельностью.
Штаб-квартира Прелатуры находится в Риме, на улице Viale Bruno Buozzi дом 73.

## История
В годы гражданской войны в Испании 1936—1939 гг. республиканцы подвергали жестоким гонениям все религиозные организации в стране. Жертвами этих преследований стали 12 епископов и более 6 тыс. священников и монашествующих, которые поминаются 
католической церковью как мученики гражданской войны в Испании . Напротив, установившийся затем режим Франко всячески благоприятствовал католицизму, предоставив возможность роста всем религиозным образованиям, в связи с чем новое правительство пользовалось определённой поддержкой среди католиков. В правительстве Франко было несколько членов «Опус Деи», что вызвало обвинения организации в симпатии к фашизму и стремлении к власти. Но основатель общества всегда подчёркивал, что члены «Опус Деи» обладают той же политической свободой, что и все прочие католики, и могут придерживаться тех политических убеждений, которые им больше по душе, поскольку «Дело» — это религиозная, а не политическая организация".
В 1947 году «Опус Деи» утверждено Папой Пием XII конституцией «Provida Mater Ecclesia».
В 1946 году св. Эскрива де Балагер переносит руководящий центр организации в Рим и в 1950 году «Опус Деи» получает статус «секулярного института», формально подчиняющегося Конгрегации по делам монашествующих, что позволило организации не быть приписанной к конкретной епархии, а работать по всему миру, как, впрочем, это уже и было в реальности.
В 1982 году Папа Иоанн Павел II присвоил организации «Опус Деи» статус «персональной прелатуры» — структуры, входящей в пастырское и иерархическое устройство Церкви и возглавляемой прелатом. Слово «персональная» означает, что юрисдикция прелатуры не относится к конкретной территории, как в случае приходов и епархий, а лишь к конкретным людям — членам «Опус Деи», живущим по всему миру. К прелатуре могут принадлежать как миряне, так и епархиальные священники.
Власть прелата распространяется на все дела, относящиеся к особой миссии прелатуры (и этими делами ограничивается), и осуществляется в сочетании с властью епархиального епископа, касающейся обычной пастырской заботы о верных епархии. Миряне прелатуры полностью подчиняются прелату во всем, что касается миссии прелатуры, и конкретно, в том, что относится к особым обязательствам — аскетическим, образовательным и апостольским, — принятым ими на себя в договоре о присоединении к прелатуре. Эти обязательства, по своей сути, не относятся к компетенции епархиального епископа. Миряне «Опус Деи» не утрачивают положения обычных верных своих епархий, и, следовательно, продолжают подчиняться епархиальному епископу в тех же вопросах, что и остальные миряне.
«Опус Деи», в отличие от монашеских орденов, подчиняется не Дикастерии по делам институтов посвящённой жизни и обществ апостольской жизни, а Дикастерии по делам духовенства (до реформ 2022 года — Конгрегации по делам епископов).
На 31 декабря 2008 года прелатура насчитывала 1654 центра пастырского попечения, 88 904 члена, 1972 из которых были священниками. В Священническом обществе святого Креста, помимо клира прелатуры, состоит ещё около 2 тыс. епархиальных священников и несколько дьяконов, инкардинированных в различные епархии по всему миру.

## Иерархия
Руководство организацией осуществляют члены «нумерарии», берущие на себя различные обязательства (члены Опус Деи обетов не дают, потому что они не монашествующие, а миряне). Многие из них живут в центрах прелатуры; некоторые впоследствии становятся священниками. Среди «нумерариев» выделяется особая группа с неопределённым чётко количеством членов, называемых «инскрипти» (вписанные). Из этой группы прелат организации назначает «электоров» (выборщиков), которые участвуют в выборе очередного прелата.
Наряду с членами-нумерариями организации в её состав входят и супернумерарии, которые берут на себя определённые обязательства. Они не обещают безбрачия и могут состоять в браке, но при этом являются полноправными членами «Опус Деи».
Присоединение к «Опус Деи» осуществляется путём заключения особого договора, форма которого едина для всех, между «Опус Деи» и верующим, решившим стать его членом. Порядок присоединения к организации довольно сложен, а процесс окончательно завершается не ранее, чем по истечении шести лет. Совершеннолетний кандидат в члены организации подаёт прошение в письменной форме, которое рассматривается в течение шести месяцев, затем по истечении года посредством формальной декларации договорного типа (возобновляемой каждый год) лицо получает возможность исключительно временного присоединения. По истечении пяти лет наступает возможность постоянного присоединения к организации. Заключившее договор физическое лицо несёт ряд обязанностей: «оставаться в юрисдикции прелата в том, что касается целей Прелатуры; соблюдать юридические нормы Прелатуры и исполнять другие обязанности членов Opus Dei».

### Руководители Опус Деи
- Хосемария Эскрива де Балагер (2 октября 1928—26 июня 1975)
- Альваро дель Портильо (1975—23 марта 1994)
- Хавьер Эчеваррия Родригес (1994—12 декабря 2016)
- Фернандо Окарис Бранья (23 января 2017 по наст. вр.)

## Деятельность
Суть деятельности Opus Dei состоит в предоставлении своим членам и всем желающим средства духовного воспитания, чтобы они могли жить в миру как подобает добрым христианам. — Св. Хосемария
 К этим средствам относятся занятия по углублению понимания истин веры, регулярные духовные упражнения, личное духовное руководство и т. д. Кроме того, члены Opus Dei организуют, как правило, в развивающихся странах, различные воспитательно-образовательные, социальные и культурные инициативы, направленные на помощь местному населению. Среди таких инициатив могут быть университеты, школы, центры профессионального обучения, небольшие клиники, благотворительные организации и т. д. При этом члены прелатуры вносят свой вклад в дело распространения Евангелия среди своего окружения, подтверждая своё свидетельство примером собственной жизни. Главное учебное заведение прелатуры — Папский университет Святого Креста в Риме, один из семи папских университетов.

## Критика
Opus Dei подвергается критике. Критики, среди которых есть и католические священники, считают Opus Dei опасной организацией. В начале своего существования Opus Dei было названо «новой ересью» из-за призыва к всеобщей святости, принятого затем на Втором Ватиканском соборе (1962—1965 гг.). Опасность, главным образом, видят в секретности и закрытости Opus Dei. В печатных изданиях и Интернет-СМИ присутствуют публикации, в которых говорится, что Opus Dei применяет многие практики, свойственные сектам. При этом, римские папы в разное время высказывали своё одобрение Opus Dei.